# Valery Brumel
Valery Nikolayevich Brumel (em russo:  Валерий Николаевич Брумель; Razvedki, 14 de abril de 1942 — Moscou, 26 de janeiro de 2003) foi um atleta soviético campeão olímpico e multirecordista mundial do salto em altura. Considerado um dos maiores altetas de todos os tempos em sua modalidade, sua carreira teve um fim abrupto após sofrer um acidente de motocicleta em 1965.

## Biografia
Brumel nasceu numa vila no extremo leste da Sibéria, filho de geólogos que exploravam a região. Mais tarde a família mudou-se para a cidade de  Voroshilovgrado, na Ucrânia, onde seus pais lecionaram numa universidade local. Brumel começou a praticar o salto em altura ali, aos 12 anos de idade. Aos 16, ele ultrapassou os 2 metros e aperfeiçoou seu estilo e impulsão em Moscou, com o técnico V. M. Dyachkov. Em 1960 ele quebrou o recorde nacional soviético com um salto de 2,17 m e foi selecionado para a equipe olímpica. Em Roma 1960, ele conseguiu a mesma marca que o campeão  Robert Shavlakadze mas como precisou de mais tentativas ficou com a medalha de prata. Os dois, praticamente desconhecidos no Ocidente, relegaram ao terceiro lugar o pré-favorito da prova, John Thomas, dos Estados Unidos, para choque dos espectadores e analistas. Aos 18 anos, Brummel tornou-se o mais jovem medalhista masculino olímpico no salto em altura, o que se mantém até hoje.
Atleta admirado por seus rivais norte-americanos num período de Guerra Fria, dono de grande velocidade na corrida com um estilo único e fluido de aproximação frontal da barra – ainda não havia o salto de costas popularizado e tornado padrão anos depois – e personalidade de showman, entre 1961 e 1963, Brummel quebrou o recorde mundial do salto em altura seis vezes, elevando a marca de 2,23 m para 2,28 m. Nestes dois anos, ele também ganhou a medalha de ouro na Universíade e em 1962 foi campeão europeu em Belgrado, saltando 2,21 m, recorde do campeonato. Neste mesmo ano, participou de um torneio de atletismo entre soviéticos e americanos em Palo Alto, na Califórnia, onde saltou 2,26 m, quebrando seu próprio recorde mundial e recebendo uma ovação de pé do público de cinco minutos de duração. Em Tóquio 1964 ele conquistou a medalha de ouro com a marca de 2,18 m, recorde olímpico, à frente novamente do norte-americano Thomas, de quem havia se tornado grande amigo. A conquista porém foi difícil porque  ele sentiu a enorme pressão de chegar aos Jogos como franco-favorito. Ele precisou de três tentativas para superar a marca de classificação, escapando por pouco de não conseguir um lugar na final.
Em 1965, ainda imbatível na modalidade, Brummel sofreu um acidente de motocicleta que lhe causou fraturas múltiplas no pé direito, e enfrentou a hipótese de uma amputação. Num passeio noturno pelas ruas molhadas de chuva de Moscou na garupa de uma moto pilotada pela campeã russa de motociclismo Tamara Golikova, eles sofreram uma queda com Brummel sendo jogado no chão e colidindo com um poste de luz de concreto. Ele foi operado com sucesso mas mesmo após 29 cirurgias, que mantiveram sua perna num molde por três anos, não conseguiu uma total recuperação do pé. Sua luta por voltar à forma antiga após a recuperação o tornaram ainda mais popular no país e internacionalmente, mas sem conseguir mais repetir suas marcas, abandonou o atletismo em 1970, depois de conseguir saltar um máximo de 2,15 m, uma boa marca mas insuficiente para o alto nível de competição internacional, em competições locais na URSS.
Depois de se retirar do atletismo, tornou-se técnico e escreveu um livro, uma peça de teatro e um libretto de ópera baseado em suas próprias experiências.